# Serapis

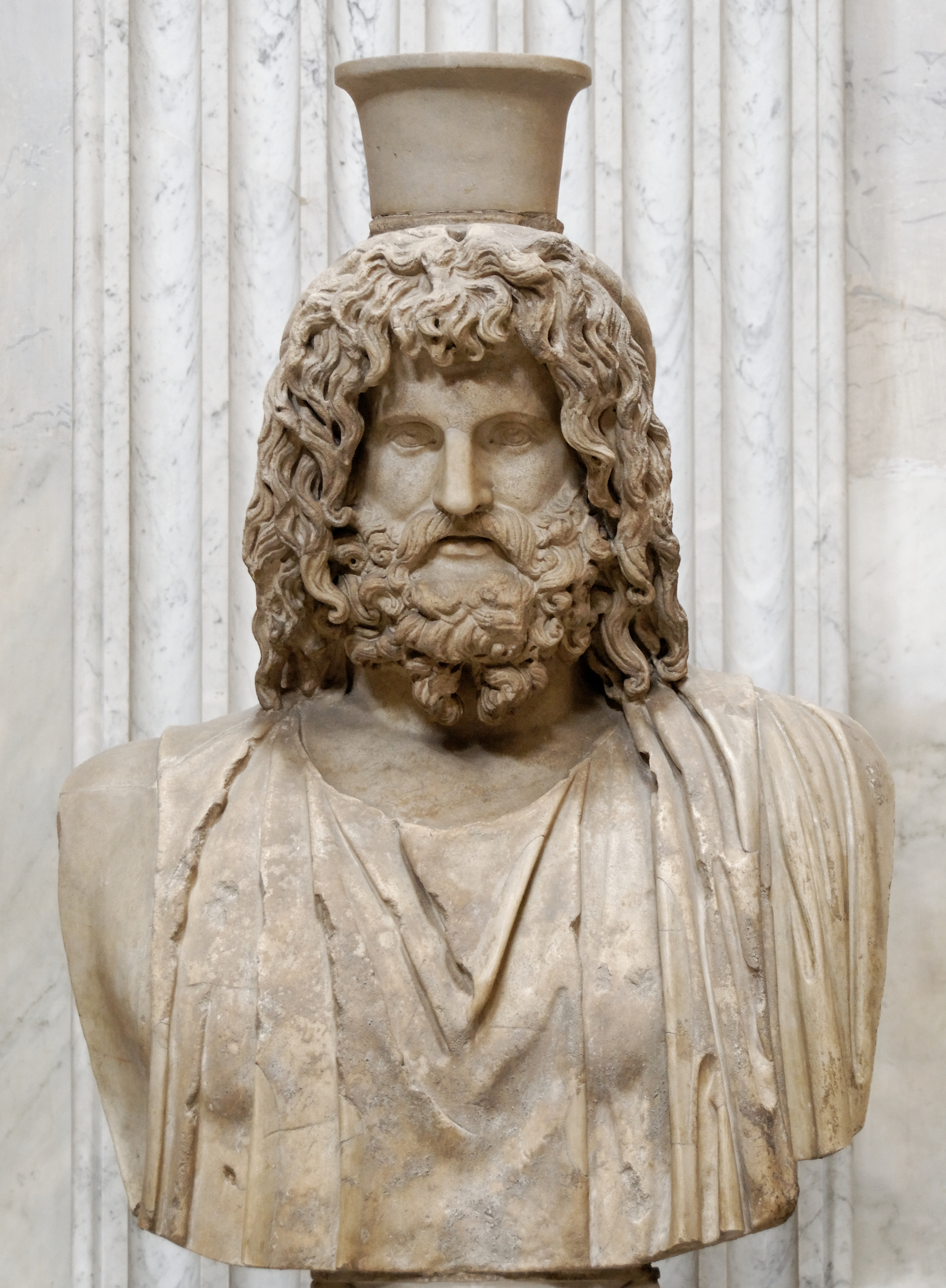
Serapidova busta

Serapis je latinská verze jména řecko-egyptského boha (původní řecké znění jména je Osorápis a o něco později Σαραπις – Sarápis), jednoho z projevů helénistického náboženského synkretismu. Byl patronem egyptské Alexandrie a celé ptolemaiovské říše, v souvislosti s ptolemaiovským politickým a zejména kulturním vlivem se jeho kult od 4. století př. n. l. postupně rozšířil nejdříve do Řecka a nakonec do celého antického Středomoří. Pro svou popularitu byl spolu s uctíváním Isidy, původně egyptské bohyně Esety, vážným konkurentem křesťanství. Jeho nejvýznamnější chrám – Serápeum v Mennoferu – nechal v roce 389 zbořit císař Theodosius I.; chrám v Alexandrii byl vypálen pouštními mnichy v roce 391. Kult samotný však zanikl až v století následujícím (v 5. století), na samém sklonku antické kultury v důsledku násilného potlačování pohanských kultů křesťanskými císaři Římské říše. Poslední chrám jeho manželky Isidy/Esety na ostrově Philae byl dokonce uzavřen až v první polovině šestého století.

## Původ a rozšíření kultu

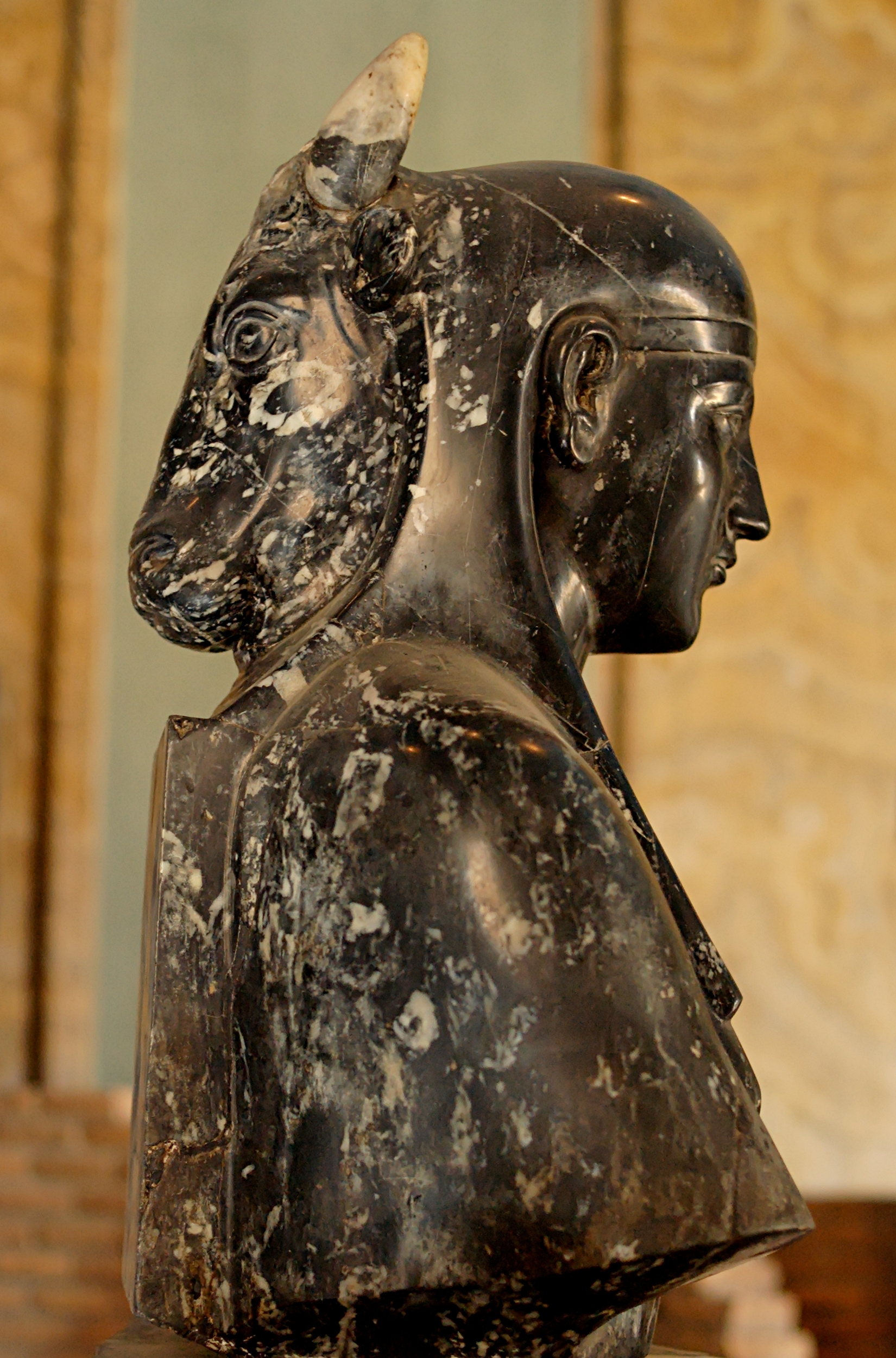
Osir-Ápis v egyptianizujícím pojetí spojujícím podobu muže a býka

Z religionistického hlediska byla otázka původu Serapida považována za spornou. Jean-François Champollion odvozoval jeho vznik z prastarého egyptského náboženského kultu posvátného mennoferského býka Ápida (egyptsky Hapiho), resp. Osir-Ápida (egyptsky Usir-Hapiho). Uplatnily se však i jiné interpretace: František Lexa se domníval, že jde o asijského boha z oblasti města Sinópé s původním jménem Šar-apšu, jiní autoři spojovali Serapida s titulováním babylonského boha Ea jako sar-apsu, tedy Ea – král oceánu. Přestože existují i nesouhlasné názory, je dnes považován za prokázaný jeho egyptský původ.
Nejpozději ve 4. století př. n. l. je doložena abstraktní představa zemřelých Ápidů, kteří splývají s Osiridem (egyptsky Usirem), vládcem podsvětní říše. Za Ptolemaia I. byl tento kult přenesen do Alexandrie a získal typicky řecko-helénistické znaky. Plútarchos v této souvislosti píše:
„Osirida je lépe ztotožnit s Dionýsem a pak s Osiridem Sarápida, který získal toto jméno poté, co změnil svou podstatu. Sarápis je totiž bůh společný všem, stejně tak jako to vědí o Osiridovi ti, kdo se zúčastnili svatých obřadů.“
V helénistickém pojetí Serapis nahradil egyptského boha Usira a stal se partnerem bohyně Esety (Isidy), což bývá (otázka zda oprávněně) primárně interpretováno jako vědomá snaha Ptolemaia I. o politické sblížení řeckého a egyptského obyvatelstva říše. Stejně důležitou okolností pro vznik kultu mohl ovšem být fakt, že Alexandrie byla nově založeným městem. Protože řecké poleis vždy měly svého místního boha, bylo třeba nalézt jej i pro Alexandrii. Serapis tak měl získat roli hlavního boha egyptských Řeků.
Serapidův kult se rozšířil velmi rychle, centra jeho uctívání (tzv. Serápea) ovšem vznikla především mimo Egypt, zejména na ostrově Délos, na Sicílii i ve vlastním Řecku. Nejstarším dokladem šíření kultu je patrně dedikační nápis v maloasijském Halikarnassu z přelomu 4. a 3. století př. n. l. Od 1. století př. n. l. měl svatyni také v Římě, podle Vitruvia lokalizovanou do obchodnické čtvrti obývané především přistěhovalci a cizinci. Chrám mu vybudoval císař Caracalla, samostatná slavnost připadala na 25. duben.
Pro Egypťany ovšem Serapis starobylého Usira a posvátného býka Hapiho nenahradil, jeho uctívání pro ně mělo povahu výhradně oficiálního kultu. Naproti tomu antičtí vyznavači se stávali jeho horlivými ctiteli a vždy si uvědomovali jeho (a také Isidin) egyptský původ. V tomto smyslu není Serapis bůh egyptský, ale antický.

## Mytologie

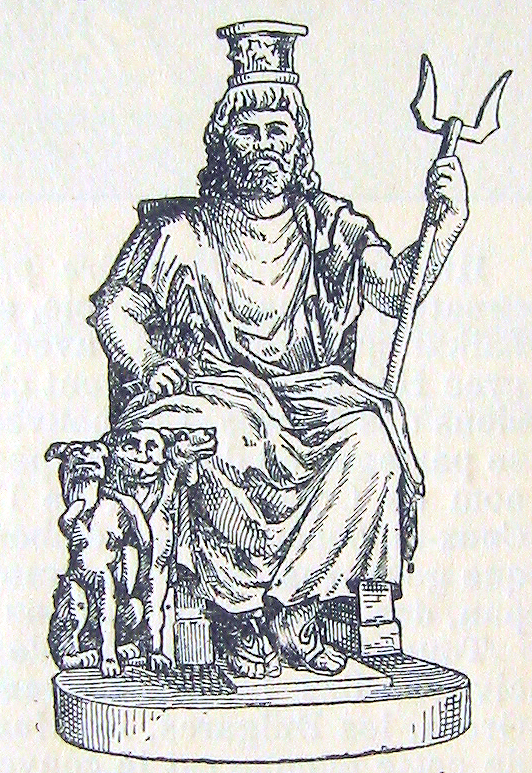
Sedící Serapis

Serapis vlastně nemá obvyklý mytologický kontext starověkých bohů, namísto toho vykazuje znaky typické pro bohy helénistické – je to bůh, který se zjevuje svým vyznavačům jako ochránce a sótér – „spasitel“, ale i bůh trestající neposlušnost a vstupuje často i nečekaně do jejich životů, jimž pak dává zcela jiný směr.
Nejčastěji se zjevoval prostřednictvím zázraků a snů. Například v dopise jistého Zoila z Aspendu z roku 254 př. n. l. se pisatel obrací na Apollonia, ministra Ptolemaia II., a líčí mu důvody, pro které přijel do Alexandrie: Serapis jej mnohokrát navštívil ve spánku a přikázal mu do města odjet, neboť si přeje, aby mu tam Zoilos postavil chrám. Protože však splnění příkazu odkládal, Serapis na Zoila seslal těžkou nemoc, z níž se uzdravil teprve poté, co bohu slíbil poslušnost a do Alexandrie skutečně odjel. Váhal však s tím se na Apollonia se stavbou chrámu obrátit a při setkání se mu nakonec raději svěřil s jinou záležitostí; proto jej bůh znovu potrestal nemocí trvající čtyři měsíce. Po těchto událostech Zoilos píše:
„Bylo by tedy dobré, Apollonie, kdybys poslechl příkazu boha, aby Serapis k tobě byl laskav a učinil tě ještě slavnějším a mocnějším na královském dvoře a aby nezapomínal na tvé zdraví.“
Podle tradice zaznamenané Plútarchem a Tacitem v 1. století se i Ptolemaiovi I. zjevil ve snu v podobě důstojného muže a vyzval jej, aby z města Sinópé přivezl do Alexandrie sochu boha Plútóna. Po jejím přivezení bylo panovníkovi sděleno, že nepatří žádnému jinému bohu než právě Serapidovi, čímž se teprve tento velký a mocný bůh nechal o své vůli poznat.

## Teologie a kult

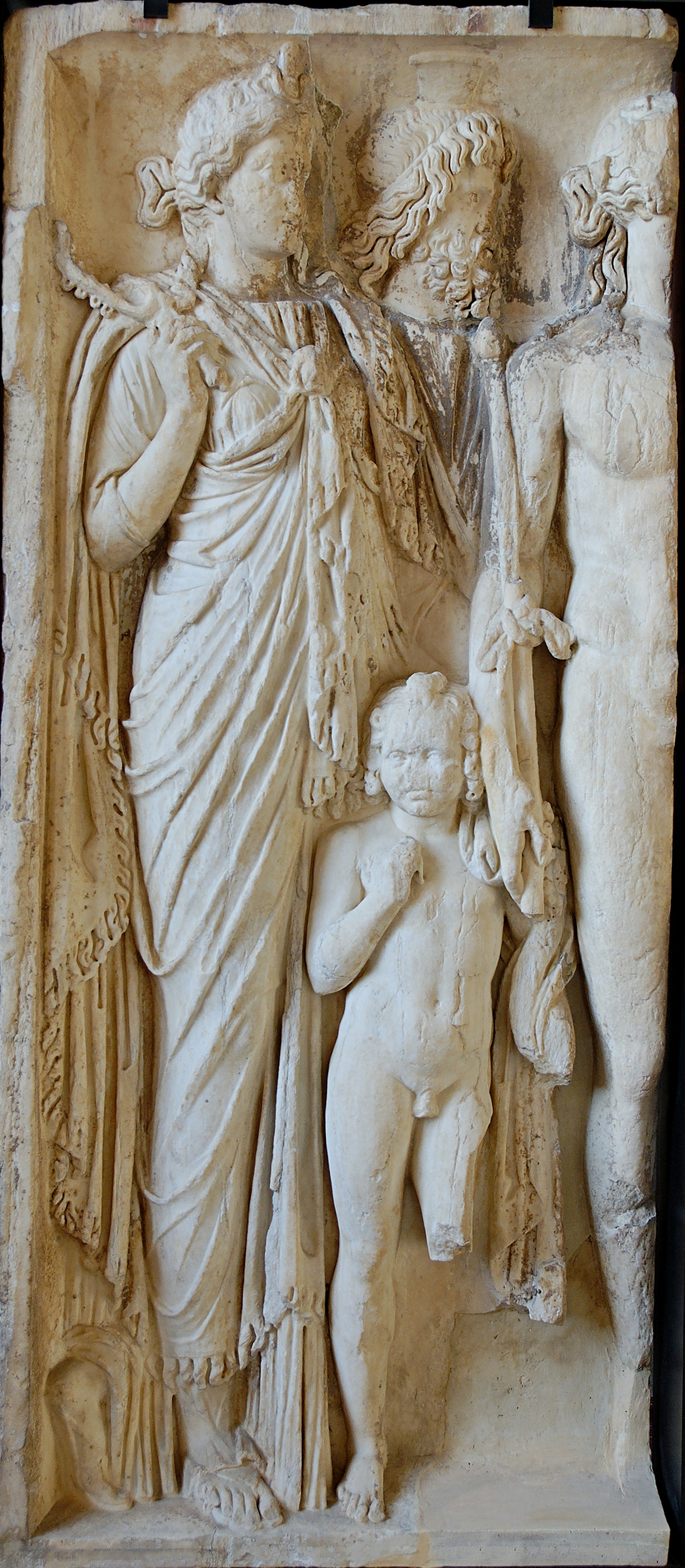
Serapis, manželka Isis a jejich syn Harpocrates

Na formulování teologie nového kultu se z nám známých historických postav podílel athénský kněz Timotheos z aristokratického rodu Eumolpovců a egyptský kněz Manehto ze starobylého náboženského centra v Iunu. Serapis navazoval na Usira jako boha podsvětí a vegetace, resp. na obdobné řecké bohy Plútóna a Dionýsa, ale také Hélia a další, jejichž rysy ovšem v sobě Usir díky svému složitému vývoji už sám o sobě zahrnoval. Jeho základním znakem zůstávalo cyklické střídání vegetačních období, hojnost úrody a léčení, smrt a vzkříšení, tedy primární usirovské kvality.
Doložená epiteta ovšem poukazují na výrazné henoteistické směřování kultu: je označován jako Heis Zeus Serápis – Jeden (ve významu Jediný) Zeus Serápis, případně Zeus Hélios Megas Serápis – Zeus Slunce Velký Serápis. Serapis je proto velkým bohem nebes držícím všeobecnou vládu, nekonečně mocný, vzhledem k němuž ostatní bohové jsou jen pouhou součástí, ale současně i bohem blízkým, bezprostředně se zajímajícím o každodenní starosti svých ctitelů. Spojuje tedy v sobě představu univerzálního a osobního boha.
Podobně jako tomu bylo v Dionýsově kultu, hrál v Serapidově uctívání důležitou roli bohoslužebný rytmický tanec a rituální hostina, pro něž chrámy mívaly zvláštní síň. Přestože pozvánky na tyto hostiny, jichž se dochovalo velké množství, mají společenský charakter, je pravděpodobné, že jejich cílem mohlo být navození náboženské extáze.
Spolu se Serapidovým kultem se po celém antickém světě šířil kult jeho manželky Isidy, přetransformované staroegyptské bohyně Esety. Zejména její kult vykazoval významné mysterijní znaky. Serapis společně s Isis měli syna Harpokrata, přetvořeného boha Hora.
Pozoruhodný rys je zaznamenán ze Serápea v Mennoferu. Někteří z poutníků, kteří sem přicházeli, náhle zjistili, že si bůh přeje, aby zůstali v chrámu. Byli označováni jako katochoi, tedy „bohem zadržení“. Nesměli opouštět chrámový okrsek, plnili blíže neznámé sakrální funkce a těšili se všeobecné úctě. Důvody jejich zadržení, které v některých případech trvalo i patnáct dvacet let, nejsou nikde v pramenech blíže vysvětleny.

## Ikonografie
Způsob Serapidova zobrazování se ustálil na samém počátku existence jeho kultu. Zobrazení jsou provedena výhradně v antickém stylu, často se objevují jen jeho busty. Typická je pro něj postava důstojného, nejčastěji sedícího muže připomínajícího Dia a charakteristickým účesem čtyř nebo pěti kadeří spadajících do čela ozdobený korunou v podobě válcovité měřice na obilí nebo košíku na ovoce (řecky kalathos, latinsky modius) – symbolickým vyjádřením úrody a všestranné hojnosti jako Serapidových darů. V egyptském prostředí zpočátku býval ozdoben Usirovou korunou atef, případně také mohl mít beraní rohy.
K dalším Serapidovým atributům patří Kerberos u jeho pravé nohy spojující jej se světem zemřelých a v levé ruce hůl podobná holi božského léčitele Asklépia.
Od římské doby je Serapis zobrazován na předmětech užitého umění – na lampách, bronzových nádobách, nářadí, vázách a podobně.

## Galerie

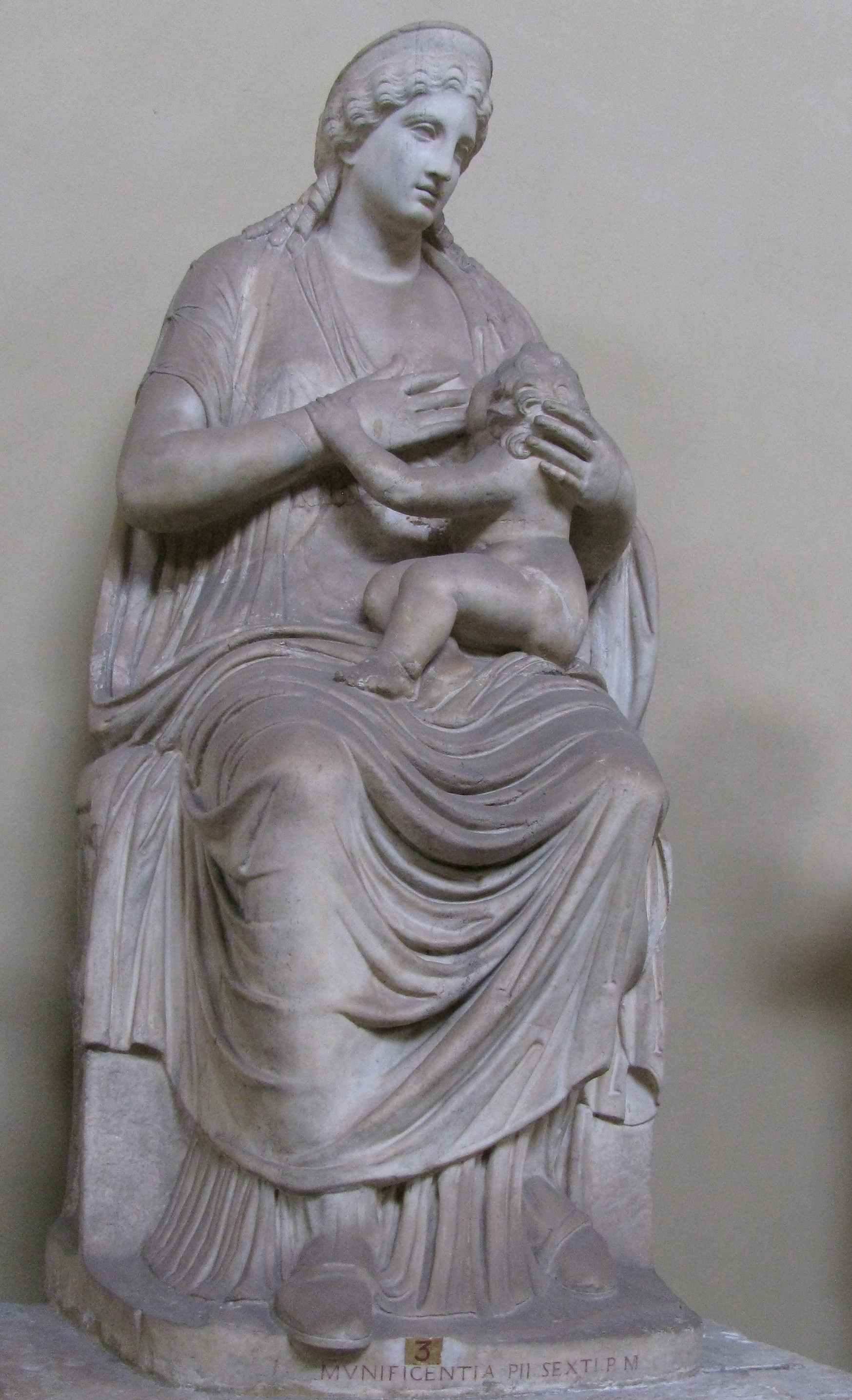
Isis společně s Harpocratem
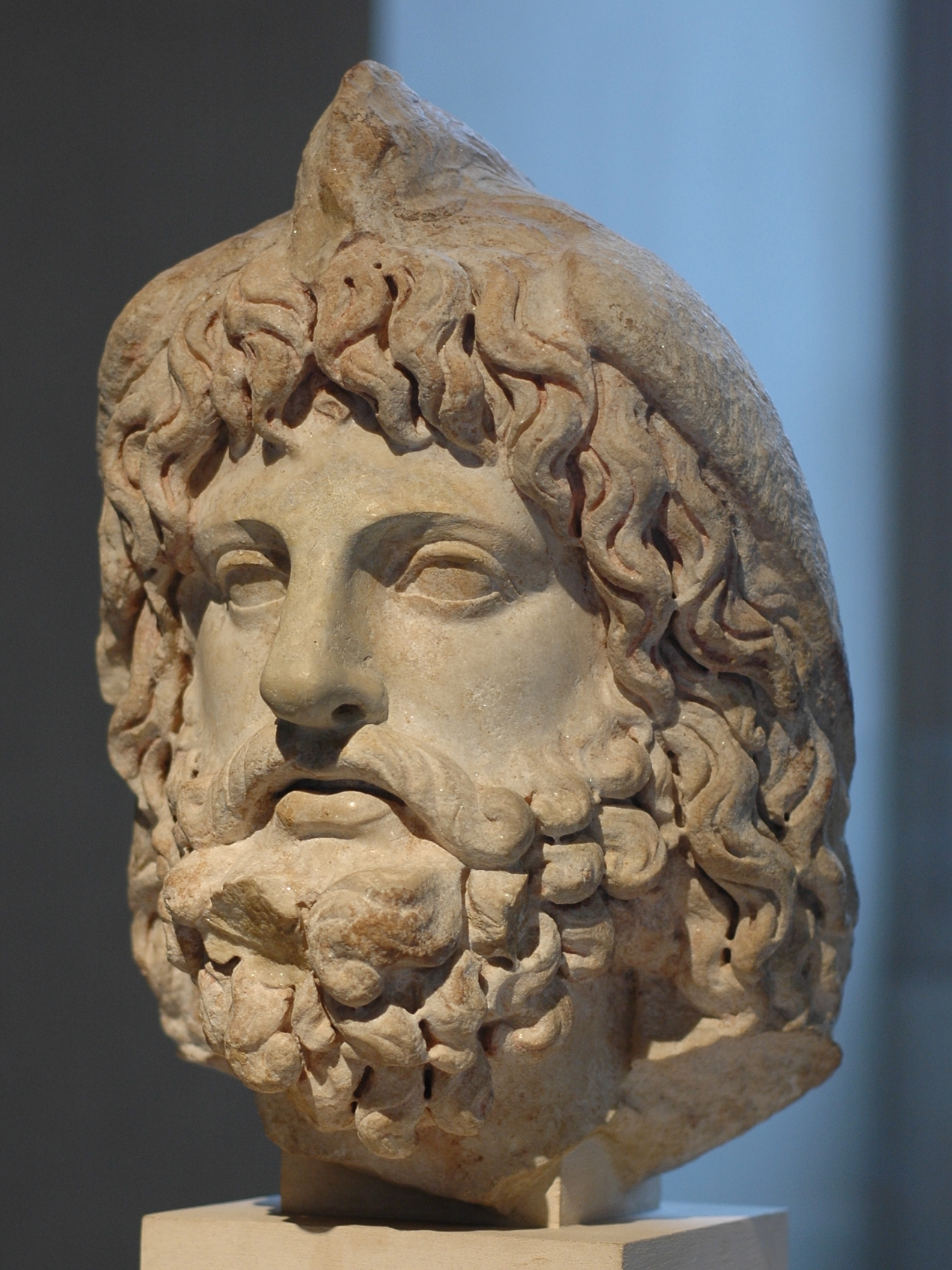
Serapidova hlava
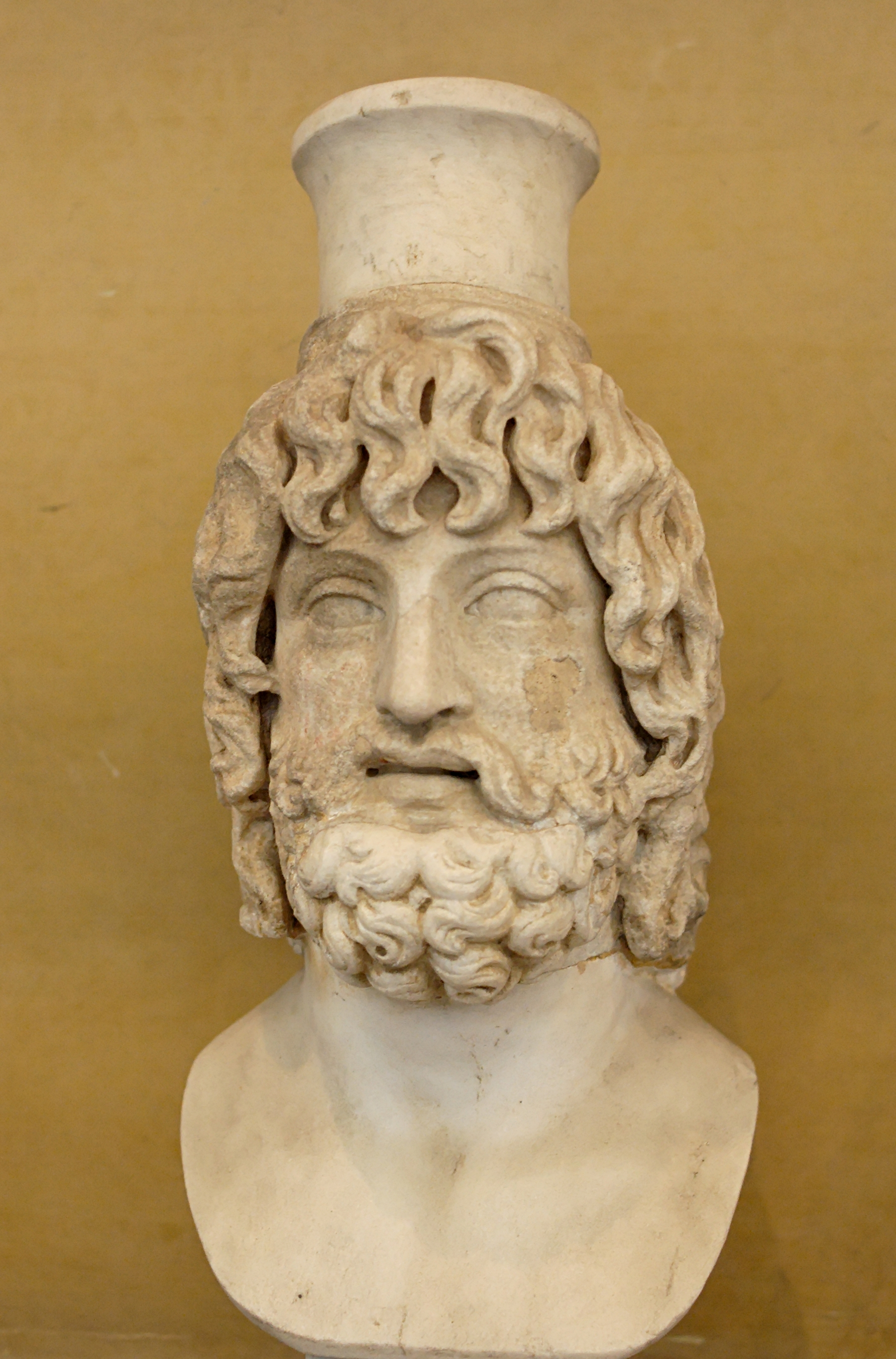
Serapidova busta
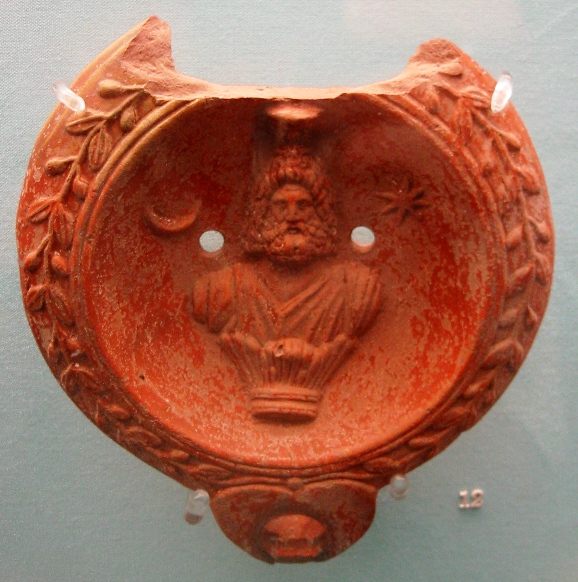
Lampa s vyobrazením Serapida